# Themba Mnguni
Themba Mnguni (ur. 16 grudnia 1973 w Pretorii) – południowoafrykański piłkarz, grający na pozycji bocznego obrońcy.
Grał głównie w takich klubach jak: Mamelodi Sundowns, Supersport United, Orlando Pirates oraz AmaZulu FC.
Występował w reprezentacji RPA, będąc w jej składzie na Mistrzostwach Świata 1998.